# A Fever You Can't Sweat Out
A Fever You Can't Sweat Out je debutové album skupiny Panic! at the Disco, které vyšlo v roce 2005.
Album je směs všech různých zvuků včetně futuristických nástrojů, bubnů, akordeonu nebo klavíru.
Deska je jednou z nejprodávanějších, kterou kdy vydalo nezávislé hudební vydavatelství.
Všechny texty na albu napsal člen kapely Ryan Ross.

## Seznam písní
| Číslo | Název                                                                                     | Délka |
| ----- | ----------------------------------------------------------------------------------------- | ----- |
| 1.    | Introduction                                                                              | 0:36  |
| 2.    | The Only Difference Between Martyrdom and Suicide Is Press Coverage                       | 2:54  |
| 3.    | London Beckoned Songs About Money Written by Machines                                     | 3:23  |
| 4.    | Nails for Breakfast, Tacks for Snacks                                                     | 3:23  |
| 5.    | Camisado                                                                                  | 3:11  |
| 6.    | Time to Dance                                                                             | 3:22  |
| 7.    | Lying Is the Most Fun a Girl Can Have Without Taking Her Clothes Off                      | 3:20  |
| 8.    | Intermission                                                                              | 2:35  |
| 9.    | But It's Better If You Do                                                                 | 3:25  |
| 10.   | I Write Sins Not Tragedies                                                                | 3:06  |
| 11.   | I Constantly Thank God for Esteban                                                        | 3:30  |
| 12.   | There's A Good Reason These Tables Are Numbered Honey, You Just Haven't thought Of It Yet | 3:16  |
| 13.   | Build God, Then We'll Talk                                                                | 3:40  |
| 14.   | I Write Sins Not Tragedies (live)                                                         | 3:46  |

## Složení
- Ryan Ross – kytara, zpěv, syntezátor, piano, akordeon, varhany, texty
- Spencer Smith – bubny
- Jon Walker – basová kytara
- Brendon Urie – zpěv, kytara, basová kytara, syntezátor, piano, akordeon, varhany
- William Brousserd – trumpety (songy 9,12)
- Heather Stebbins – violoncello (songy 8,10,12,13)
- Samantha Bynes – viola (songy 10,12)

| Prodejnost | Počet      |
| ---------- | ---------- |
| Celkem     | 2,200,000+ |